# París-Niça 1935
La París-Niça 1935 fou la 3a edició de la París-Niça. És un cursa ciclista que es va disputar entre el 26 i el 30 de març de 1935. La cursa fou guanyada pel francès René Vietto, de l'equip Helyett, malgrat patir una crisi a l'Esterel, per davant d'Antoine Dignef (Colin) i Raoul Lesueur (Helyett).
Le Petit Journal, Marseille-Matin i Le Petit Niçois són els nous organitzadors de la prova prenent el relleu a Lyon Républicain.
En aquesta edició es produeixen diferents canvis. S'instauren bonificacions de temps pels dos primers de cada etapa i en els cims dels cols de Limonest, de la République i de la Turbie. Es permet l'assistència mecànica entre companys d'equips. S'instaura una contrarrelotge per equips.

## Participants
En aquesta edició de la París-Niça hi preneren part 111 corredors. 48 ho feien de forma individual i els altres 63 dintre dels equips Alcyon, Helyett, Tendil, Francis Pellissier, Peugeot, Genial-Lucifer, Delangle, France Sports i Colin. La prova l'acabaren 36 corredors.

## Resultats de les etapes
| Etapes              | Data       | Recorregut            | Km     | Vencedor d'etapa   | Líder de la general        |
| ------------------- | ---------- | --------------------- | ------ | ------------------ | -------------------------- |
| 1a etapa            | 26 de març | París-Dijon           | 304 km | Léon Le Calvez     | Léon Le Calvez             |
| 2a etapa            | 27 de març | Dijon-Saint-Étienne   | 253 km | Antoine Dignef     | René Vietto i Benoit Faure |
| 3a etapa            | 28 de març | Saint-Étienne-Avignon | 215 km | Henri Puppo        | René Vietto                |
| 4a etapa            | 29 de març | Avignon-Marsella      | 205 km | Raymond Louviot    | René Vietto                |
| 5a etapa, 1r sector | 30 de març | Marsella-Toló (CRE)   | 71 km  | Raoul Lesueur      | René Vietto                |
| 5a etapa, 2n sector | 30 de març | Toló-Canes            | 125 km | Félicien Vervaecke | René Vietto                |
| 6a etapa            | 31 de març | Canes-Niça            | 135 km | Georges Speicher   | René Vietto                |

## Etapes

### 1a etapa
26-03-1935. París-Dijon, 304 km.
Sortida neutralitzada: Hall del Petit Journal situat al carrer Lafyette de París a les 6 de la matinada. Sortida real: Carrefour Pompadour de Créteil a les 8 del matí.
|   | Ciclista       | Equip      | Temps      |
| - | -------------- | ---------- | ---------- |
| 1 | Léon Le Calvez | Delangle   | 8h 01' 03" |
| 2 | Gustave Deloor | Colin      | m. t.      |
| 3 | Luigi Barral   | Individual | m. t.      |

### 2a etapa
27-03-1935. Dijon-Saint-Étienne, 253 km.
|   | Ciclista       | Equip   | Temps      |
| - | -------------- | ------- | ---------- |
| 1 | Antoine Dignef | Colin   | 6h 47' 07" |
| 2 | Romain Maes    | Alcyon  | + 5' 19"   |
| 3 | Dante Gianello | Peugeot | + 5' 45"   |

### 3a etapa
28-03-1935. Saint-Étienne-Avignon, 215 km.
L'etapa es fa a una mitajana de 40,3 km/h.
En la sortida, Francis Pélissier és expulsat de la prova pels comisaris en no tenir llicència de director esportiu. Els seus quatre corredors també abandonen la cursa.
Vietto i Faure surten tots dos amb el maillot de líder en estar empatats a temps en la general.
|   | Ciclista           | Equip    | Temps      |
| - | ------------------ | -------- | ---------- |
| 1 | Henri Puppo        | Helyett  | 5h 20' 06" |
| 2 | Adrien Buttafocchi | Helyett  | + 2' 29"   |
| 3 | Théodore Ladron    | Delangle | m. t.      |

### 4a etapa
29-03-1935. Avignon-Marsella, 205 km.
|   | Ciclista           | Equip          | Temps      |
| - | ------------------ | -------------- | ---------- |
| 1 | Raymond Louviot    | Genial-Lucifer | 5h 37' 58" |
| 2 | Fernand Mithouard  | Alcyon         | m. t.      |
| 3 | Sylvain Marcaillou | France Sports  | + 2' 29"   |

### 5a etapa, 1r sector
30-03-1935. Marsella-Toló, 71 km. (CRI)
|   | Ciclista           | Equip   | Temps      |
| - | ------------------ | ------- | ---------- |
| 1 | Raoul Lesueur      | Helyett | 1h 57' 56" |
| 2 | René Vietto        | Helyett | m. t.      |
| 3 | Adrien Buttafocchi | Helyett | m. t.      |

### 5a etapa, 2n sector
30-03-1935. Toló-Canes, 125 km.
|   | Ciclista           | Equip  | Temps      |
| - | ------------------ | ------ | ---------- |
| 1 | Félicien Vervaecke | Alcyon | 3h 30' 56" |
| 2 | Antoine Dignef     | Colin  | +3' 08"    |
| 3 | Jean Maréchal      | Colin  | m. t.      |

### 6a etapa
31-03-1935. Canes-Niça, 135 km.
Arribada situada al Moll dels Estats Units.
|   | Ciclista           | Equip   | Temps      |
| - | ------------------ | ------- | ---------- |
| 1 | Georges Speicher   | Alcyon  | 3h 42' 12" |
| 2 | Félicien Vervaecke | Alcyon  | + 20"      |
| 3 | Raoul Lesueur      | Helyett | + 2' 15"   |

## Classificacions finals

### Classificació general
|    | Ciclista           | Equip         | Temps       |
| -- | ------------------ | ------------- | ----------- |
| 1  | René Vietto        | Helyett       | 35h 23' 14" |
| 2  | Antoine Dignef     | Colin         | + 1' 17"    |
| 3  | Raoul Lesueur      | Helyett       | + 3' 27"    |
| 4  | Léon Level         | Helyett       | + 7' 33"    |
| 5  | Adrien Buttafocchi | Helyett       | + 10' 17"   |
| 6  | René Le Grevès     | Alcyon        | + 11' 11"   |
| 7  | Georges Speicher   | Alcyon        | + 14' 34"   |
| 8  | Pierre Magne       | France Sports | + 15' 06"   |
| 9  | Jean Fontenay      | Individual    | + 18' 42"   |
| 10 | Alfons Deloor      | Colin         | + 23' 00"   |

## Evolució de les classificacions
| Etapa (Vencedor)                         | Classificaió general     |
| ---------------------------------------- | ------------------------ |
| 0Etapa 1 (Léon Le Calvez)                | Léon Le Calvez           |
| 0Etapa 2 (Antoine Dignef)                | René Vietto/Benoit Faure |
| 0Etapa 3 (Henri Puppo)                   | René Vietto              |
| 0Etapa 4 (Raymond Louviot)               | René Vietto              |
| 0Etapa 5, 1r sector (Raoul Lesueur)      | René Vietto              |
| 0Etapa 5, 2n sector (Félicien Vervaecke) | René Vietto              |
| 0Etapa 6 (Georges Speicher)              | René Vietto              |